# خوان انطونيو مارتينيز
خوان أنطونيو مارتينيز (بالإسبانية: Juan Antonio Martínez)‏(- 30 أبريل 1854) كان الرئيس المؤقت غواتيمالا من 16 أغسطس 1848 - 28 نوفمبر 1848. وتم انتخابه عام 1848.
توفي مارتينيز في 30 أبريل 1854.